# Radar de reconocimiento y vigilancia terrestre

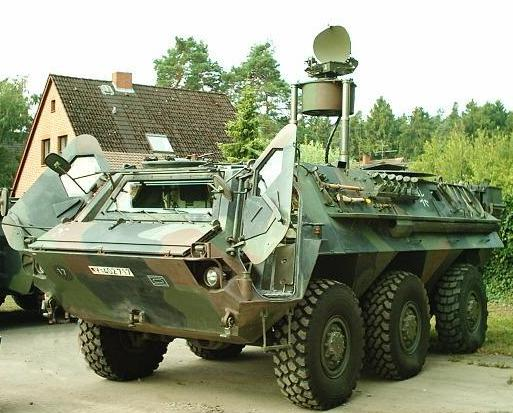
Vehículo de reconocimiento TPz Fuchs equipado con un radar Reconocimiento/vigilancia terrestre Rasit

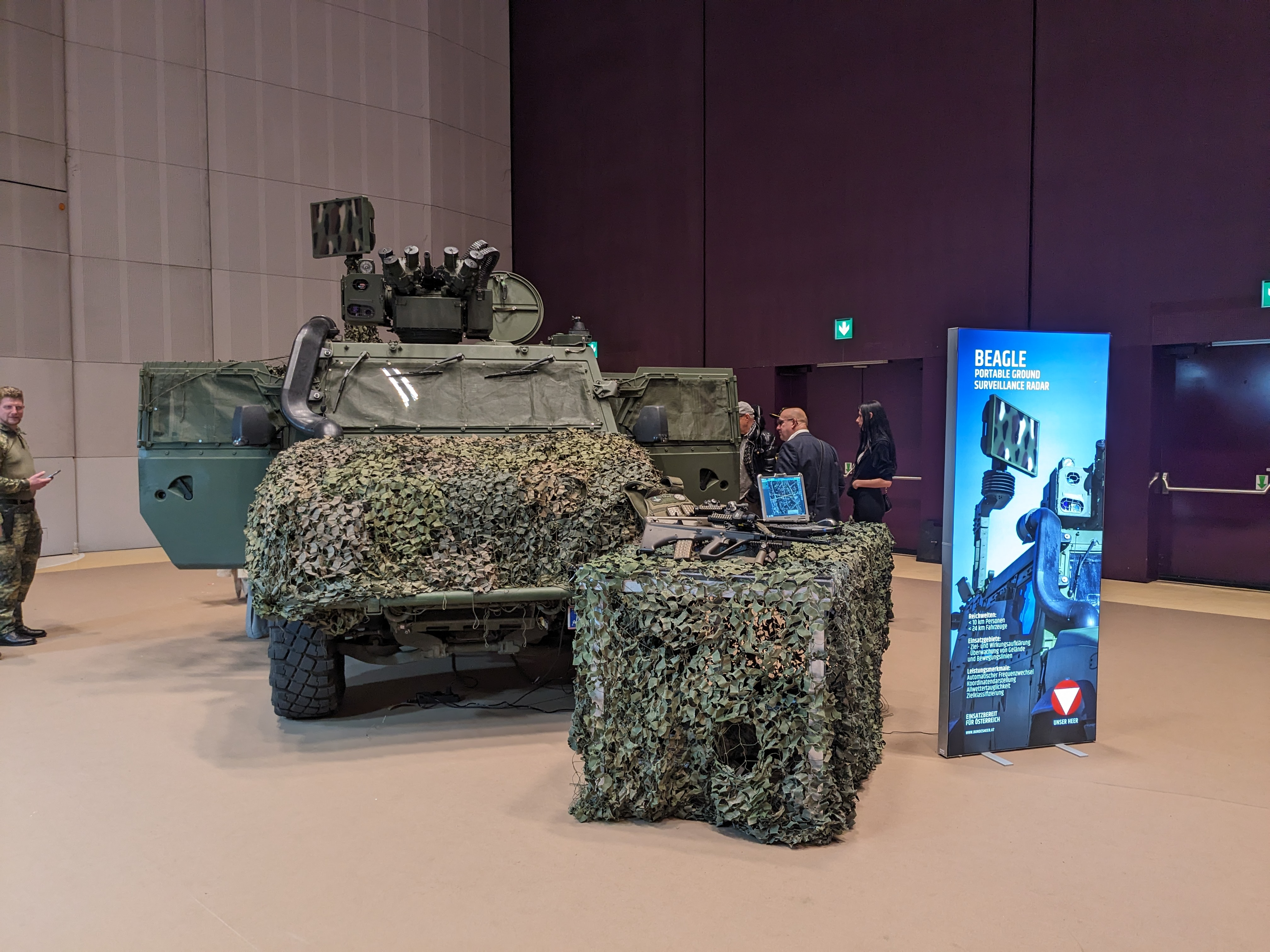
Radar Beagle sobre un Iveco

Un Radar de reconocimiento y vigilancia terrestre permite el reconocimiento de un campo de batalla o monitorear una zona militar.

## Descripción
Estos radares están especialmente diseñados para detectar, rastrear y mapear los movimientos de personas o vehículos para un seguimiento continuo de amenazas con una precisión de distancia al objetivo del 1%. En algunos casos, un radar puede detectar a una persona en un día con neblina hasta 60 segundos antes que una cámara térmica.

## Usar
En la versión civil, permite el seguimiento de zonas de avalancha, que luego se encuentran bajo el nombre de «radar de seguimiento de personas», este seguimiento permite gestionar mejor la activación preventiva de avalanchas.

## En el mundo

### Fabricantes
- Canadá GSR-360-[3]
- Francia Escudero (Thales),[4]
- Alemania VAMOS 12 "BAT"
- España Indra Arine[5]
- Reino Unido MSTAR[6]
- Israel EPI PGSR3i Beagle[7]
- Estados Unidos SpotterRF: GK100, GK150, GX1000[8]

### Operadores
- Francia GO 12 "BAT"[9]
- España Indra Arine[5]

### Antiguos radares y operadores
- Francia Rasura, RASIT
- Reino Unido Radar, GS, nº 22.
- España Rasura, RASIT, AN/PPS-15